# Bleptina caliginosa
Bleptina caliginosa är en fjärilsart som beskrevs av Alfred Ernest Wileman 1911. Bleptina caliginosa ingår i släktet Bleptina och familjen nattflyn. Inga underarter finns listade i Catalogue of Life.